# Campionat d'Espanya de trial 2017
La temporada de 2017 del Campionat d'Espanya de trial fou la 50a edició d'aquest campionat, organitzat per la Reial Federació Motociclista Espanyola. El calendari oficial constava de 7 proves puntuables, celebrades entre el 19 de març i el 19 de novembre. 5 de les proves programades es disputaren als Països Catalans: Mancor de la Vall (19 de març), Sant Corneli (15 i 16 de juliol), Sant Julià de Lòria (15 d'octubre) i Vall-de-roures (19 de novembre).

## Classificació final
| Posició | Pilot            | Motocicleta | Punts |
| ------- | ---------------- | ----------- | ----- |
| 1       | Toni Bou         | Montesa     | 132   |
| 2       | Adam Raga        | TRRS        | 109   |
| 3       | Jeroni Fajardo   | Vertigo     | 86    |
| 4       | Jaime Busto      | Montesa     | 86    |
| 5       | Albert Cabestany | Sherco      | 84    |
| 6       | Miquel Gelabert  | Sherco      | 81    |
| 7       | Jorge Casales    | Beta        | 69    |
| 8       | Arnau Farré      | Gas Gas     | 53    |
| 9       | Oriol Noguera    | Gas Gas     | 44    |
| 10      | James Dabill     | Gas Gas     | 30    |

## Categories inferiors

### TR2
| Posició | Pilot            | Motocicleta | Punts |
| ------- | ---------------- | ----------- | ----- |
| 1       | Gabriel Marcelli | Montesa     | 140   |
| 2       | Aniol Gelabert   | Scorpa      | 117   |
| 3       | José María Moral | Gas Gas     | 90    |

### TR3
| Posició | Pilot        | Motocicleta | Punts |
| ------- | ------------ | ----------- | ----- |
| 1       | David Millán | TRRS        | 140   |
| 2       | Sergio Puyo  | Sherco      | 111   |
| 3       | David Oliver | Gas Gas     | 105   |

### Altres
| Categoria | Guanyador       | Motocicleta |
| --------- | --------------- | ----------- |
| TR4       | Josep M. Segura | Gas Gas     |
| Veterans  | Xavier Palau    | TRRS        |
| Júnior    | Martín Riobo    | Gas Gas     |
| Cadet     | Pau Martínez    | Gas Gas     |
| Juvenil A | Carlos Palma    | Beta Trueba |
| Juvenil B | Roger Casas     | Beta Trueba |

## Classificació per marques
| Posició | Marca       | Punts |
| ------- | ----------- | ----- |
| 1       | Gas Gas     | 417   |
| 2       | Beta Trueba | 270   |
| 3       | Sherco      | 196   |
| 4       | TRRS        | 154   |
| 5       | Montesa     | 121   |
| 6       | Vertigo     | 11    |